# Friedrich Albrecht Winzer

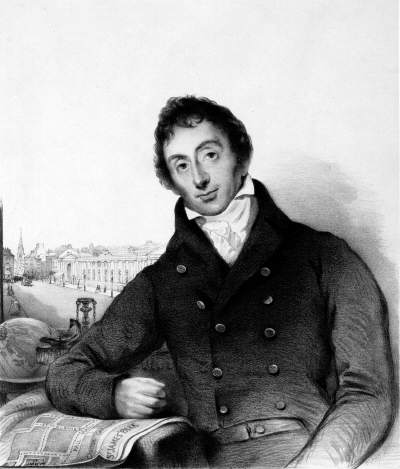
Friedrich Albrecht Winzer 1830

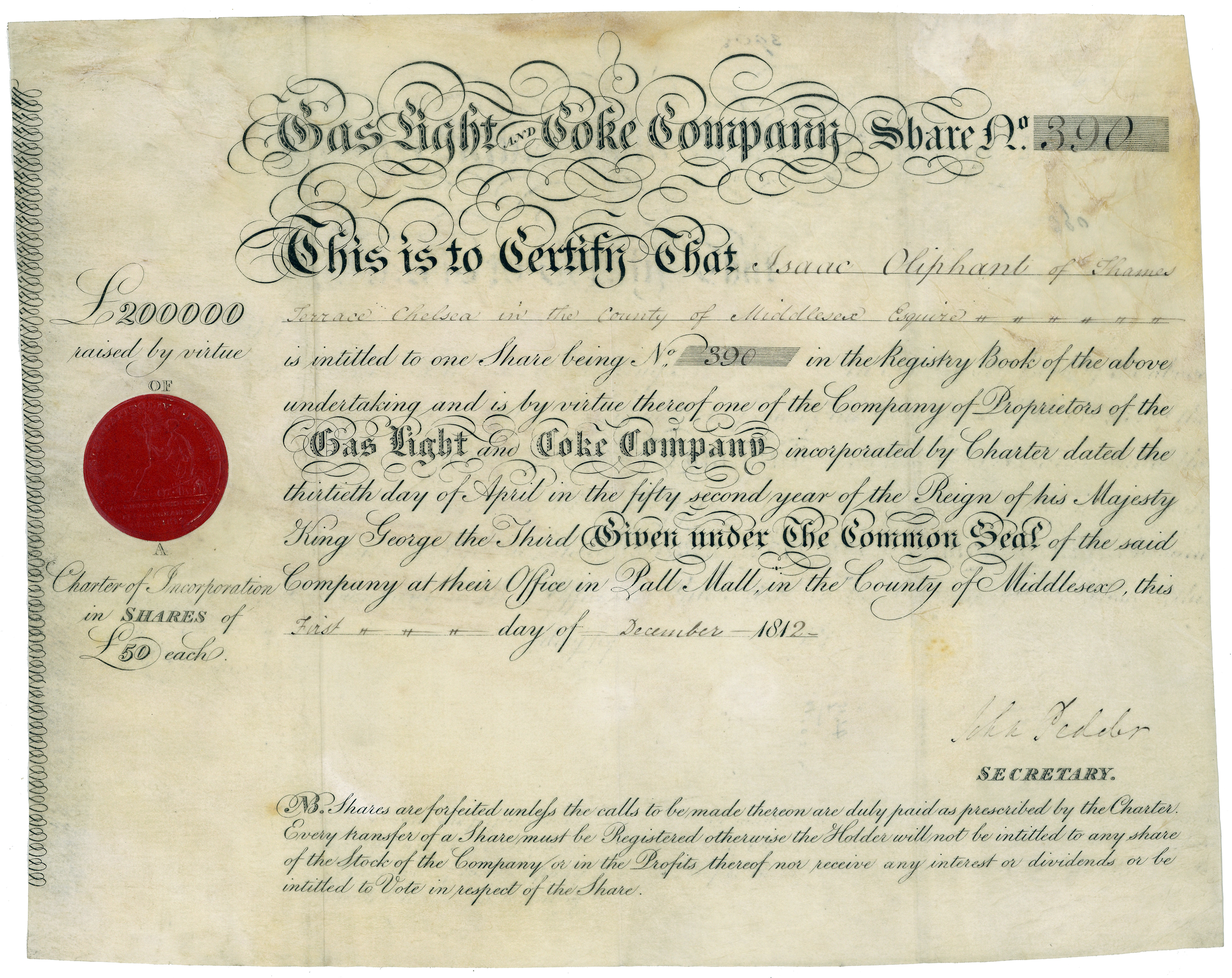
Gründeraktie der Gas Light and Coke Company über 50 £, ausgestellt am 1. Dezember 1812 in Pall Mall in der Grafschaft Middlesex, gedruckt auf Pergament. Die von Friedrich Albrecht Winzer mit einem Kapital von 200.000 £ gegründete Gesellschaft war das erste öffentliche Gaswerk der Welt, Vorläufer von British Gas, dem größten britischen Energieversorger.

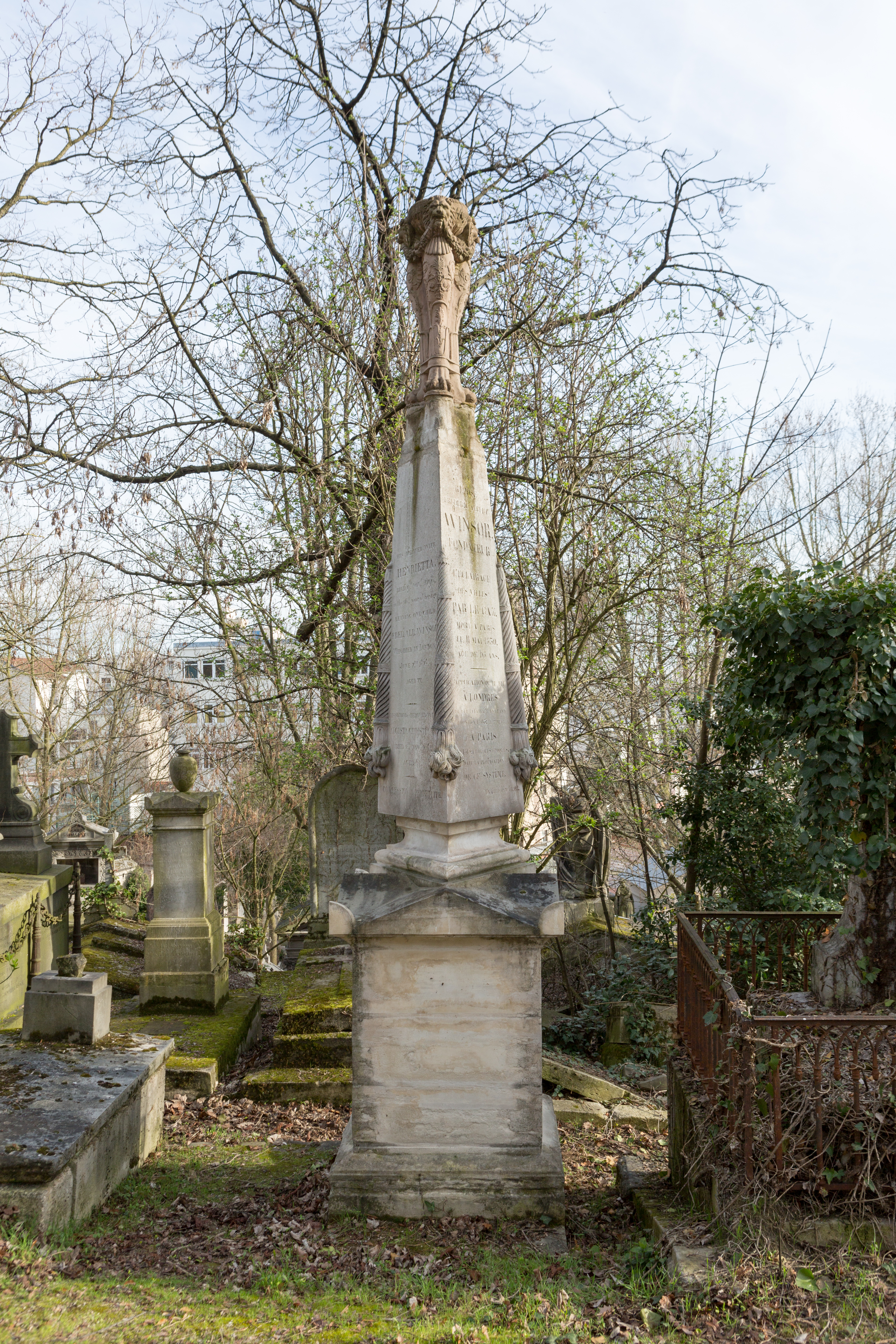
Winzers Grab in Paris

Friedrich Albrecht Winzer, auch Frederick Albert Winsor, (* 1762 oder 1763 in Braunschweig; † 11. Mai 1830 in Paris) war ein deutscher Pionier der Gasbeleuchtung.

## Leben
1799 ging Winzer nach Großbritannien und begann sich für Technologie und Wirtschaftlichkeit der Brennstoffe zu interessieren. 1802 reiste er nach Paris, um die Gaslampe, die Philippe Lebon patentiert hatte, zu untersuchen. Auf der Rückreise demonstrierte er in Braunschweig eine Thermolampe, und ging, mit einem Privileg von Georg III. ausgestattet, daran, das Leuchtgas zur Städtebeleuchtung zu verwenden. 1803 machte er seine ersten öffentlichen Versuche im Londoner Lyzeum und am Strand, später zum Geburtstag des Königs im Garten des Charlton Palace.
Am 18. Mai 1804 erhielt er in England das Patent 2764, um Gas zur Städtebeleuchtung zu verwenden (weitere Patente vom 21. Februar 1807 und 7. Februar 1809 für Gasöfen und -reiniger). Sein Mitarbeiter Stone erfand 1805 den Schnittbrenner. Er fand immer wieder Geldgeber für seine Unternehmungen, aber die Reinigung des Gases wollte lange nicht zufriedenstellend gelingen. 1807 gründete er ein Gaswerk, mit dem er von seinem Haus aus 1810 eine Seite der Pall Mall mit Gaslampen beleuchtete. 1810/12 gründete er die Gaslight and Coke Company, der bald Friedrich Accum vorstand. Er versäumte es jedoch, sich vom Gewinn einen gebührenden Anteil zu sichern. Dasselbe passierte ihm bei der Stiftung der Gasgesellschaft zu Paris im Jahr 1815 (im Vorjahr war das Privileg von Lebon abgelaufen), die kaum Fortschritte machte und 1819 liquidiert wurde. In Frankreich hatte er viel Widersacher und es dauerte noch 20 Jahre, bis hier das Gaslicht Zuspruch fand. 1825 hatte die Windsor-Kompagnie bereits mehrere große Gasanstalten in London und den Vorstädten. 1832 hatten die Röhrenleitungen eine Länge von 120 englischen Meilen.
Bestattet ist Winzer auf dem Friedhof Père-Lachaise in Paris. Sein gleichnamiger Sohn ist auf dem Kensal Green Cemetery bestattet.

## Veröffentlichungen
- Prosperity of England midst the clamors of ruin, by a merchant of London; 1799
- A national light and heat company: for providing our streets and houses with light and heat, on similar principles, as they are now supplied with water, demonstrated with the patentee’s authority and instructions, by Professor Hardie, at the Theatre of Sciences … where it is proved by positive experiments and decisive calculation, that the destruction of smoke would open unto the empire of Great Britain new and unparalelled sources of inexhaustible national wealth, at this most portentous crisis of Europe, worth the whole century of inventions of the celebrated Marquis of Westminster; 1806